# Ödishausen
Ödishausen ist eine Bauernsiedlung in der Gemarkung von Klein Rhüden in der Stadt Seesen.
Die Siedlung liegt im Tal des Innersteberglands an der Bundesstraße 82 zwischen Heber im Westen und Harz im Südosten auf ca. 200 m ü. NHN. Sie besteht aus zwei 300 Meter voneinander entfernten, bewohnten Höfen. Durchflossen wird das Gebiet vom Nette-Zubringer Zainerbach.

## Geschichte
Artefakte aus der letzten Phase der Altsteinzeit oder der frühen Mittelsteinzeit (8000 v. Chr.) wurden auf einem Acker südlich des Eichsberghofes in Ödishausen gefunden.
In der napoleonischen Zeit wurde Oedeshausen als Teil der Gemeinde Klein Rhüden im Distrikt Goslar geführt.